# Rio Ashley

O rio Ashley ("Rakahuri") está localizado na região de Canterbury, na Nova Zelândia. Ela flui geralmente em direção ao sudeste durante 65 quilómetros antes de desaguar no Oceano Pacífico em Pegasus Bay a norte de Christchurch. A cidade de Rangiora encontra-se perto da margem sul do Rio de Ashley.
Embora o curso inferior do rio seja anastomosado, o curso superior do rio corre através de um desfiladeiro conhecido como o "Ashley Gorge".
O rio emana das montanhas no oeste do Vale Lees adjacente à estação da Ilha Hills (Island Hills station) e saí das colinas num desfiladeiro próximo município de Oxford. Tem tributários do Duck Creek neste vale e é um acumulador de águas entre o Vale Lees e o município de Oxford.